# Helenelund (stacja kolejowa)
Helenelund – stacja kolejowa w Helenelund, w Gminie Sollentuna, w regionie Sztokholm, w Szwecji. Znajduje się na Ostkustbanan, 11,1 km od Dworca Centralnego w Sztokholmie. Stacja została otwarta w 1922 roku jako lokalna stacja na Norra stambanan (obecnie Ostkustbanan) ze względu na wzrastającą  populację w powstającej dzielnicy mieszkaniowej. 
Obecny obiekt został zbudowany w połączeniu z rozbudową linii do czterech torów i został oddany do użytku w 1994 roku. Stacja jest używany przez wielu osób dojeżdżających do pracy, w tym położona jest około 500 m od głównej powierzchni biurowej Kista w Sztokholmie.
Dziennie obsługuje około 3 000 pasażerów.

## Galeria

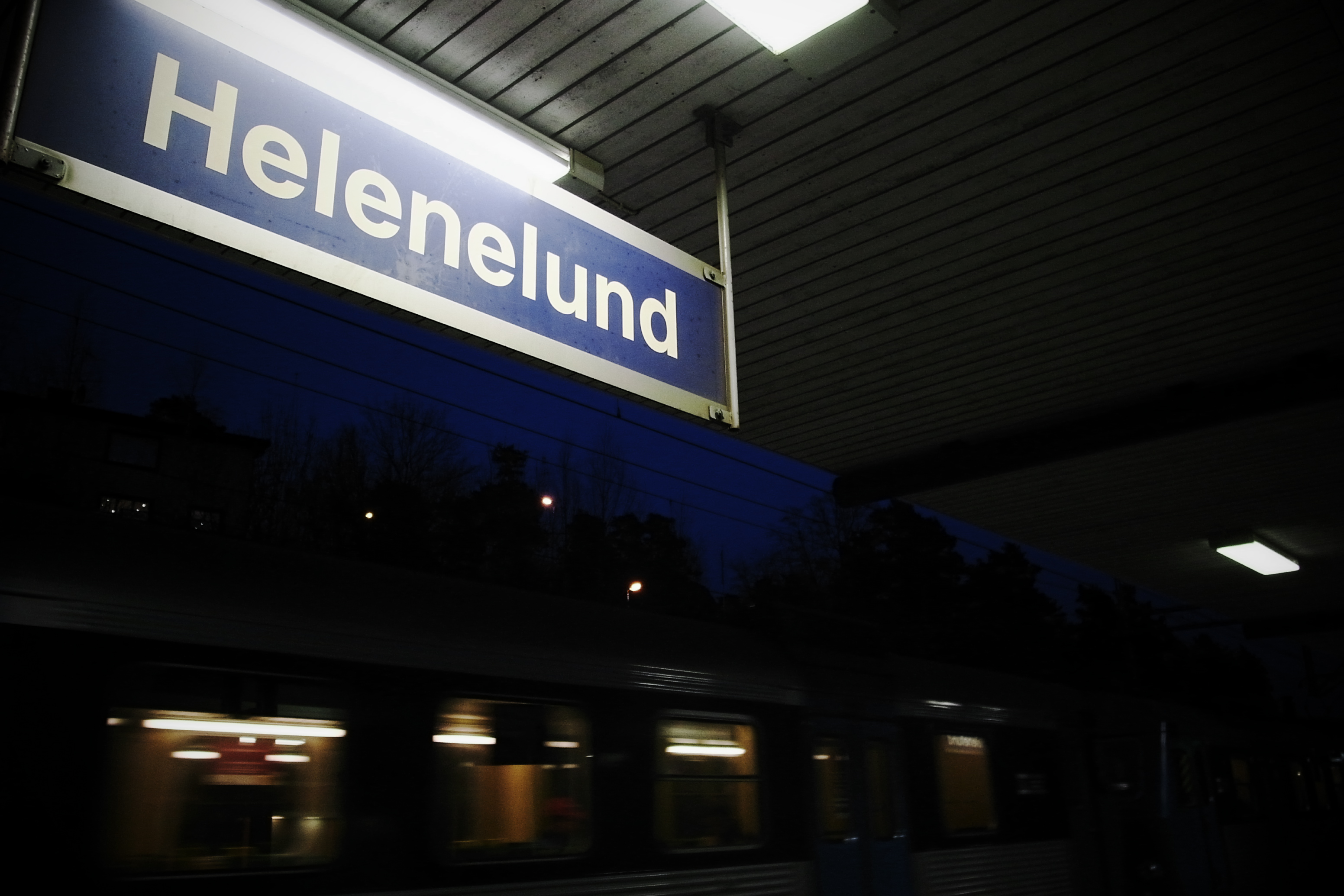
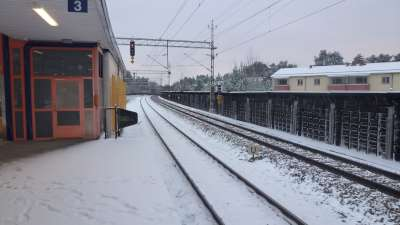
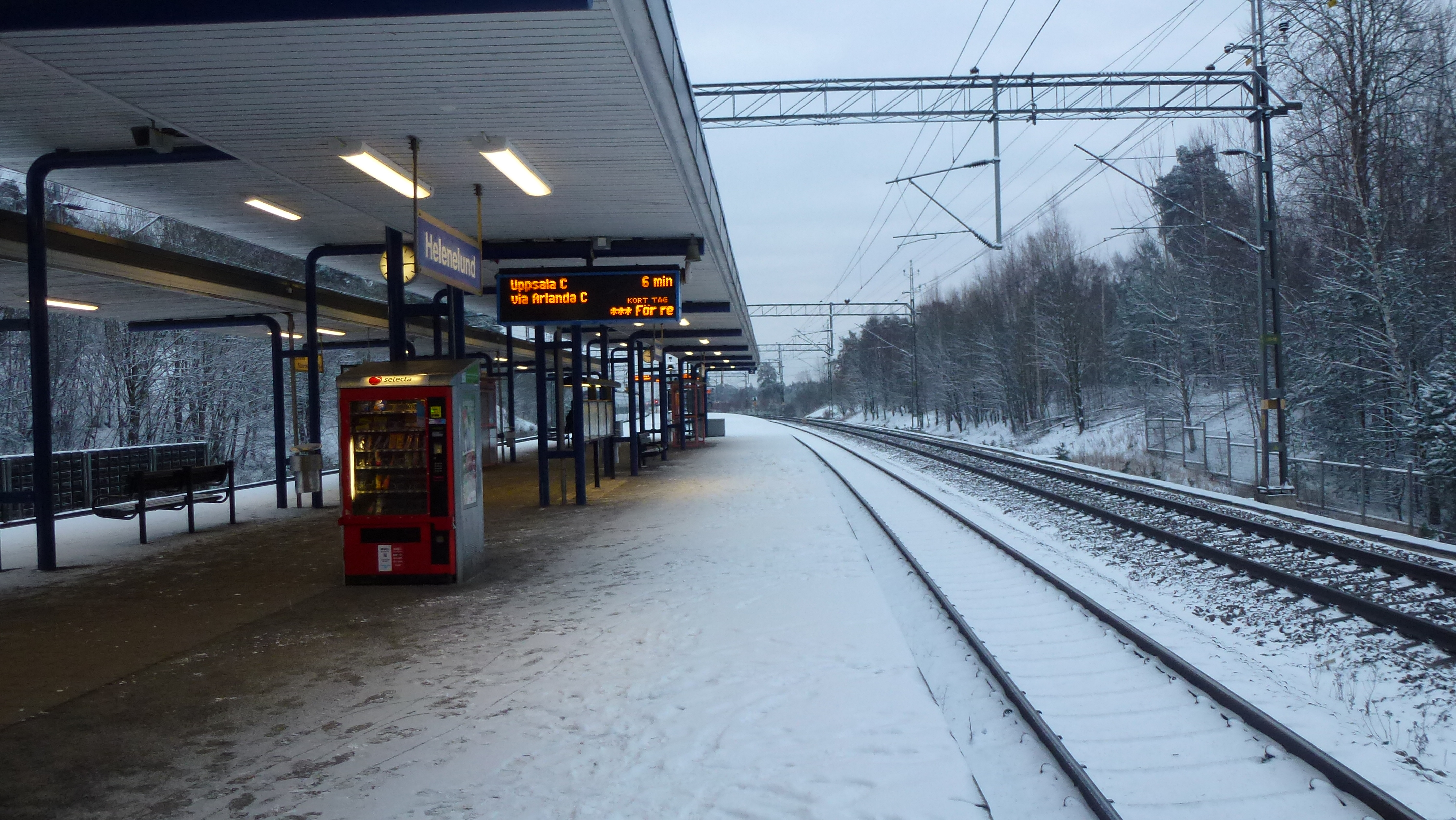
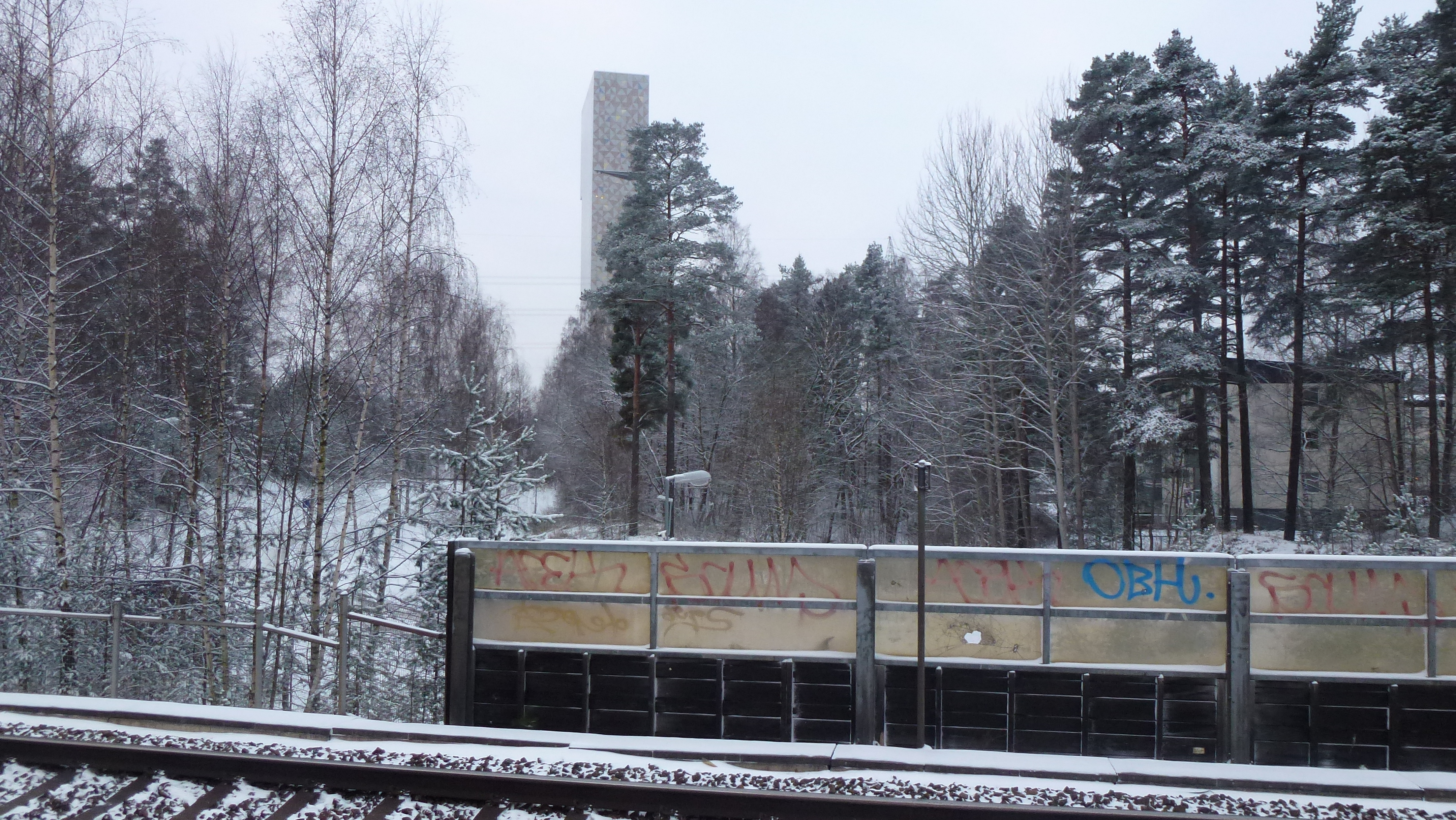
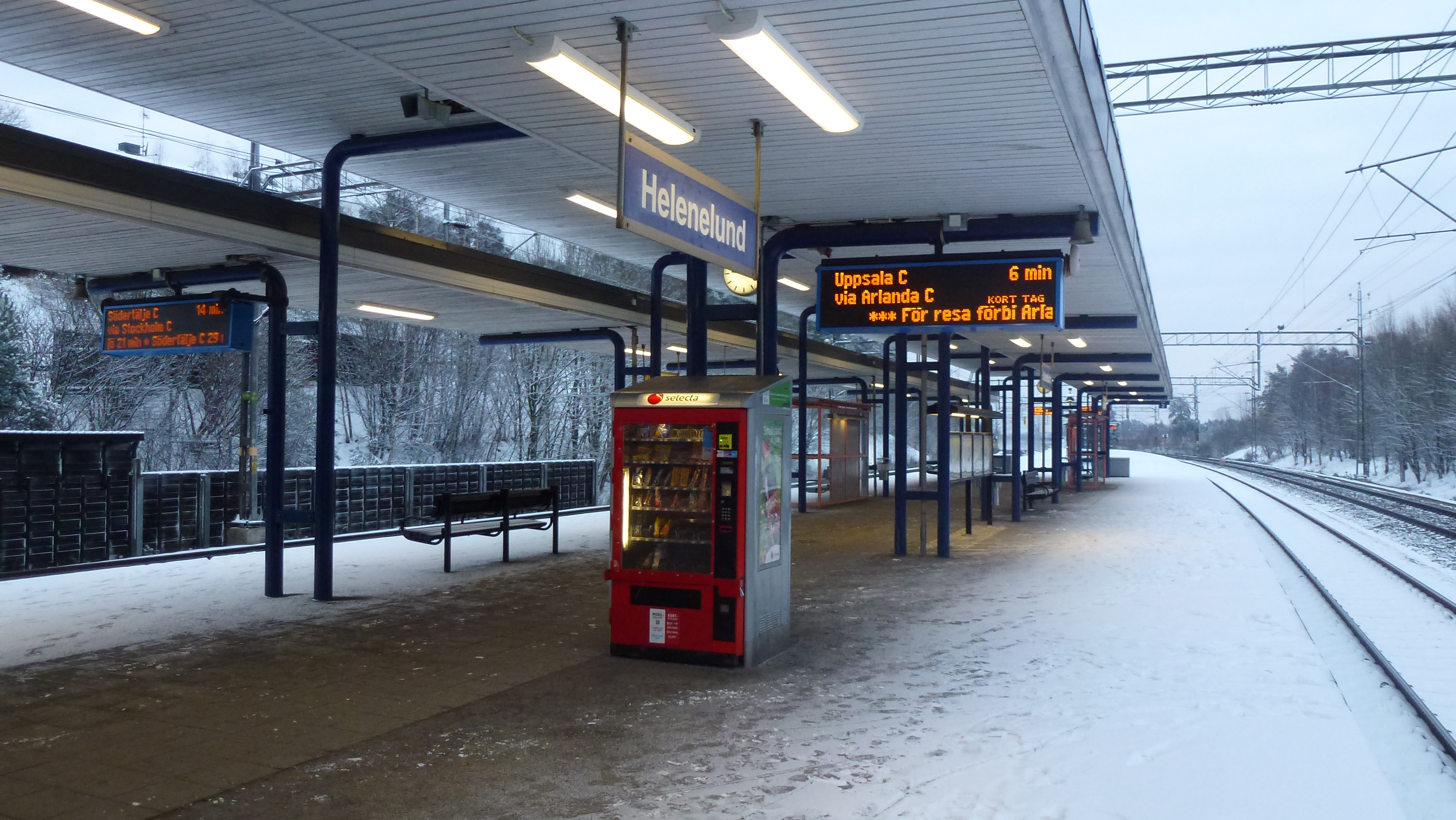
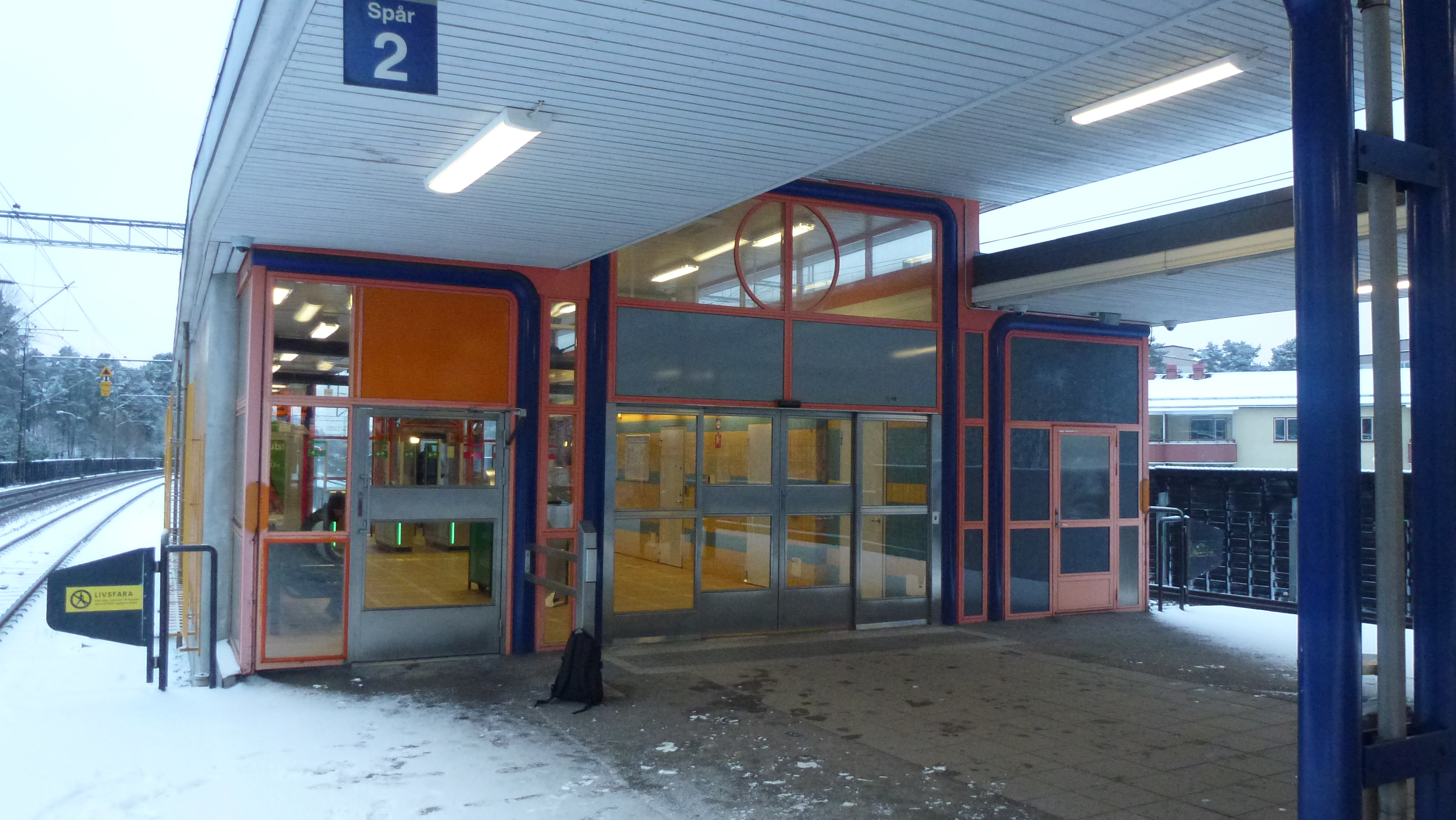
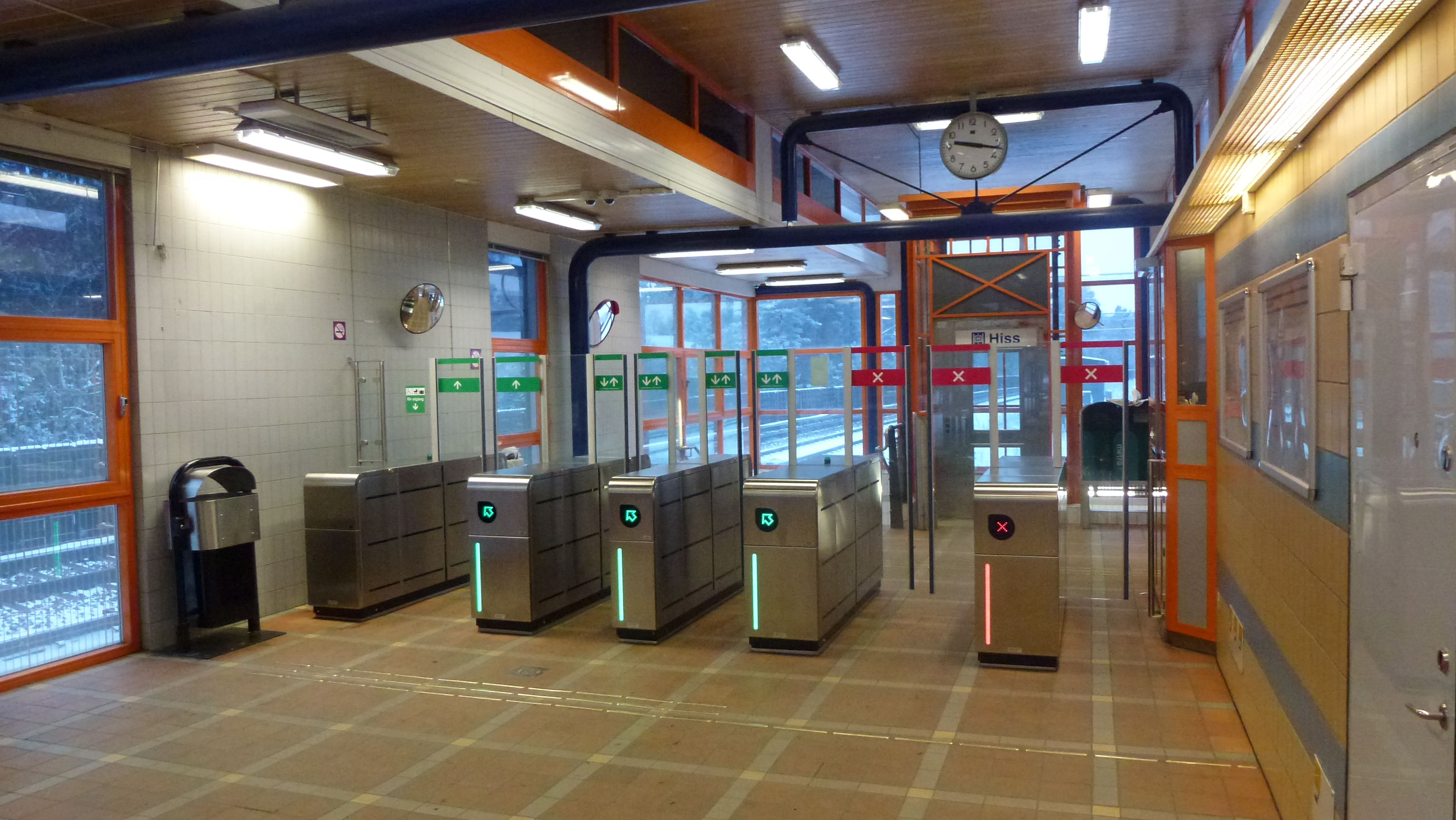
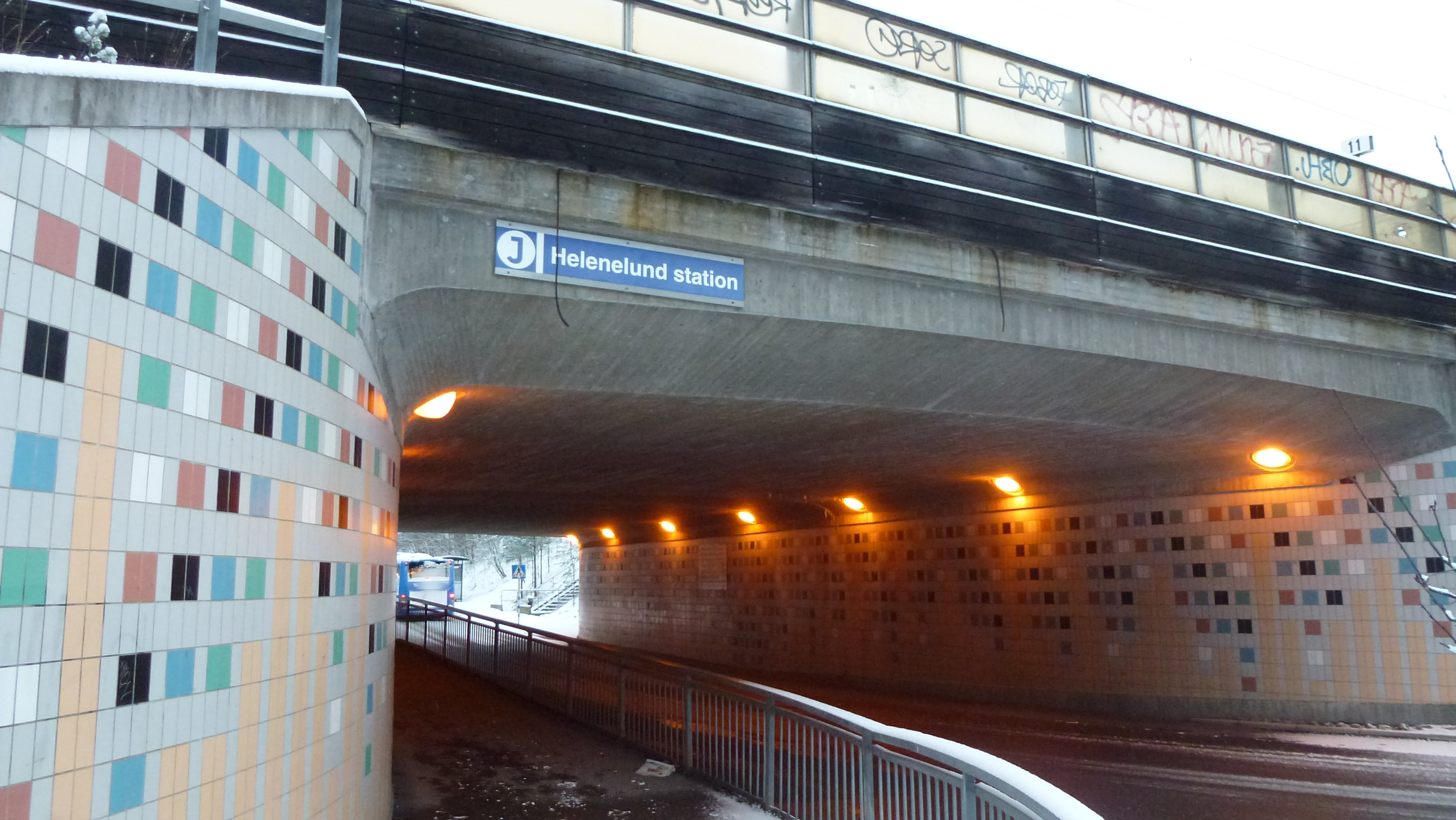
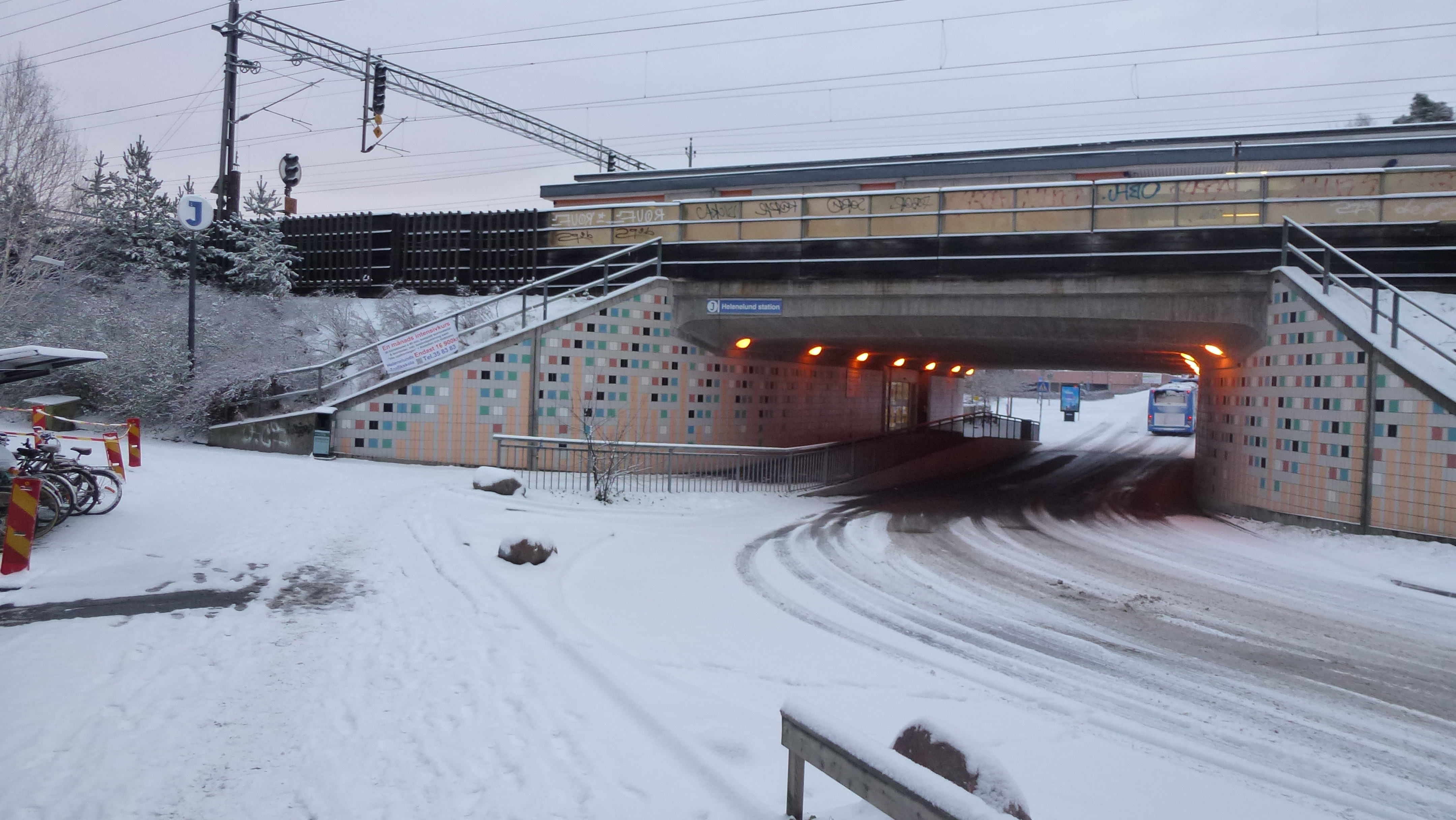
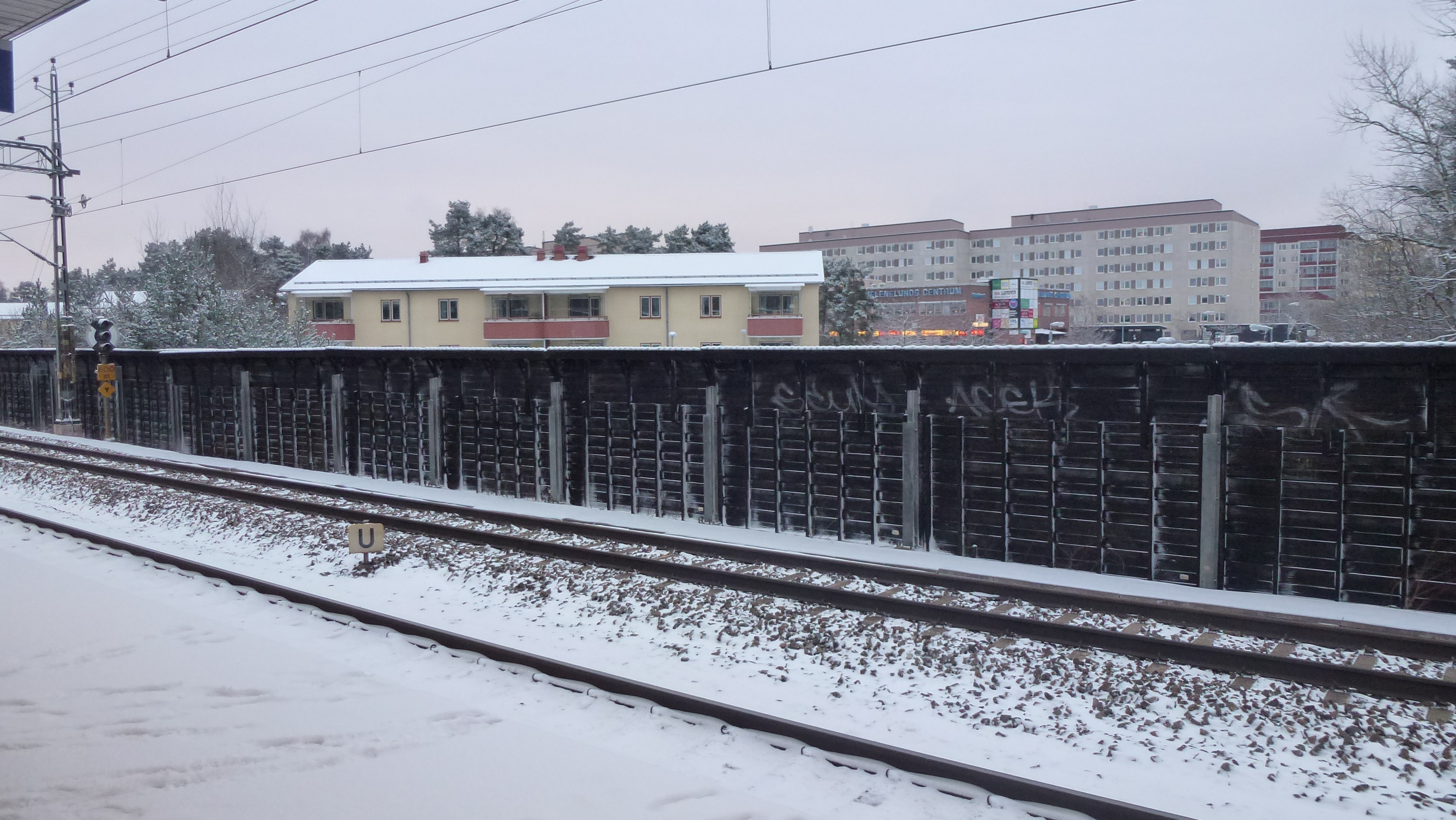
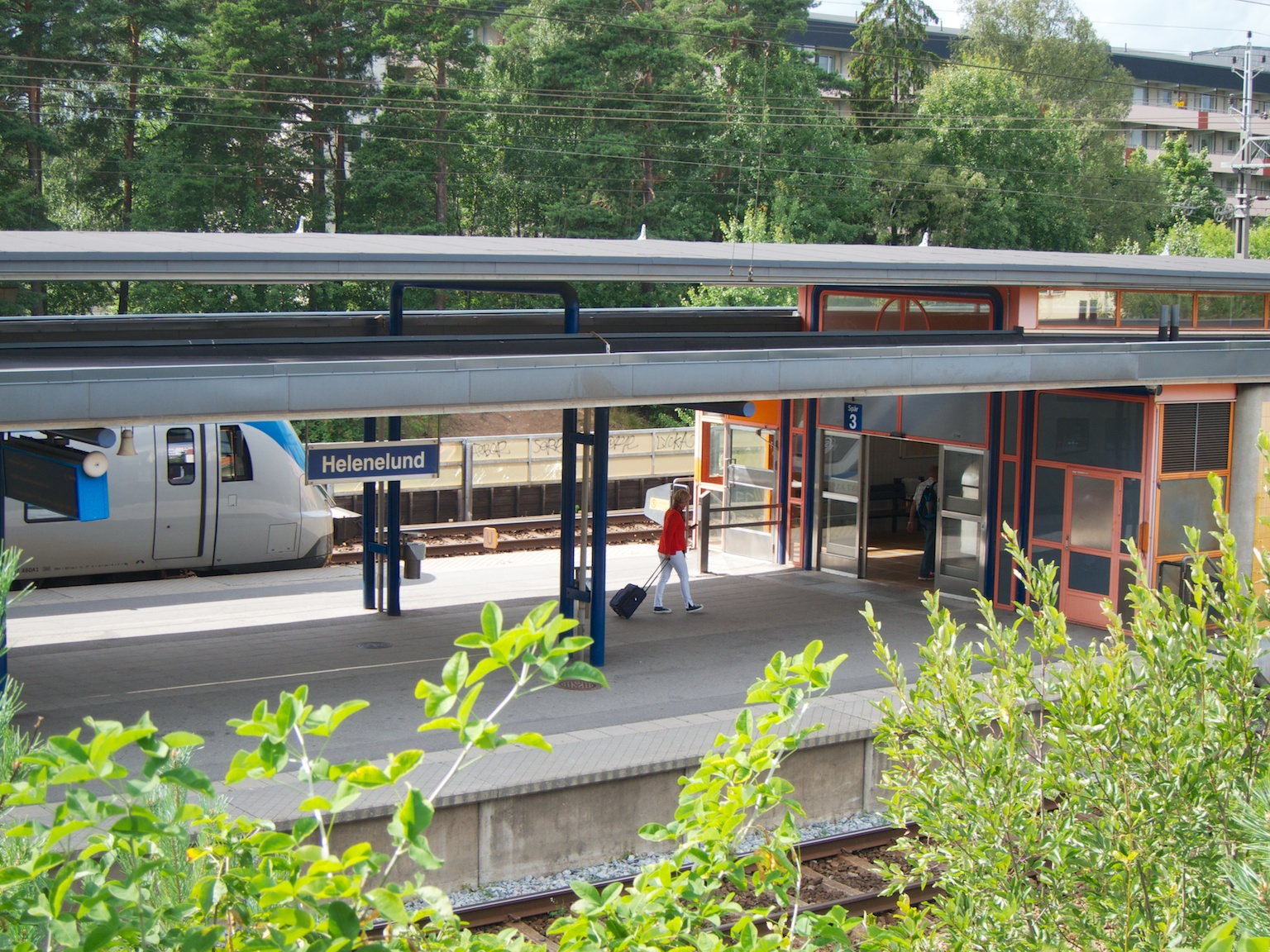

## Linie kolejowe
- Ostkustbanan